# Vismia
Vismia – rodzaj roślin okrytonasiennych z rodziny dziurawcowatych.

Do rodzaju vismia zaliczanych jest około 80 gatunków:
| - Vismia acuminata ((Lam.) Pers. Syn. Pl. 2: 86 1806) - Vismia affinis (Oliv. Fl. Trop. Afr. 1: 161 1868) - Vismia amazonica (Ewan Contr. U.S. Natl. Herb. 35(5): 355–356 1962) - Vismia angusta (Miq. Linnaea 18(1): 27–28 1844) - Vismia angustifolia (Rusby Descr. S. Amer. Pl. 59 1920) - Vismia baccifera ((L.) Triana & Planch. Ann. Sci. Nat., Bot., sér. 4, 18: 300 1862) - Vismia bemerguii (M.E. Berg Trab. 26 Congr. Nac. Bot. Rio de Janeiro 1977) - Vismia billbergiana (Beurl. Kongl. Vetensk. Acad. Handl. 40: 117 1854) - Vismia brasiliensis (Choisy Prodr. Monogr. Hypéric. 35, t. 2 1821) - Vismia buchtienii (Ewan Contr. U.S. Natl. Herb. 35(5): 353–354 1962) - Vismia calvescens (Gilg & Hieron. Bot. Jahrb. Syst. 21: 322 1895) - Vismia camparaguey Sprague & L. Riley Bull. Misc. Inform. Kew: 13 1924) - Vismia caparosa (Kunth Nov. Gen. Sp. (quarto ed.) 5: 182 1821 [1822]) - Vismia cauliflora (A.C. Sm. J. Arnold Arbor. 20: 299 1939) - Vismia cavalcantii (M.E. Berg Bol. Mus. Paraense Bot. 38: 1 1970) - Vismia cavanillesiana (Cuatrec. Revista Acad. Colomb. Ci. Exact. 7: 47 1946) - Vismia cayennensis ((Jacq.) Pers. Syn. Pl. 2: 86 1807) - Vismia cearensis (Huber Bull. Herb. Boissier, sér. 2, 1: 313 1901) - Vismia confertiflora (Spruce ex Reichardt Fl. Bras. 12(1): 205 1878) - Vismia cordata ((Rusby) S.F. Blake Contr. Gray Herb. 53: 41 1918) - Vismia crassa ((Rusby) S.F. Blake Contr. Gray Herb. 53: 41 1918) - Vismia cuatrecasasii (Ewan Contr. U.S. Natl. Herb. 35(5): 331–332 1962) - Vismia dealbata (Kunth Nov. Gen. Sp. (quarto ed.) 5: 184, t. 454 1821) - Vismia falcata (Rusby Descr. S. Amer. Pl. 59 1920) - Vismia ferruginea (Kunth Nov. Gen. Sp. (quarto ed.) 5: 183 1821 [1822]) - Vismia floribunda (Sprague Trans. Bot. Soc. Edinburgh 22: 428 1905) - Vismia glabra (Ruiz & Pav. Syst. Veg. Fl. Peruv. Chil. 183 1798) - Vismia glaziovii (Ruhland Bot. Jahrb. Syst. 30(Beibl. 67): 27 1901) - Vismia gracilis (Hieron. Bot. Jahrb. Syst. 20(Beibl. 49): 52 1895) - Vismia guaramirangae Huber Bull. Herb. Boissier, sér. 2, 1: 313 1901) - Vismia guianensis ((Aubl.) Pers. Syn. Pl. 2: 86 1807) - Vismia guineensis ((L.) Choisy Monogr. Hydrocot. 36 1821) - Vismia hamanii (S.F. Blake Contr. Gray Herb. 53: 41 1918) - Vismia hilairii (Gardner ex Hook. London J. Bot. 2: 334 1843) - Vismia humboldtiana (Schltdl. & Cham. Linnaea 3: 118 1828) - Vismia japurensis (Reichardt Fl. Bras. 12(1): 209, t. 39 1878) - Vismia jefensis (N. Robson Ann. Missouri Bot. Gard. 65(1): 19 1978) - Vismia jelskii (Szyszył. Rozpr. Akad. Umiejetn. ser. 2, 9: 225 1895) - Vismia laevis (Triana & Planch. Ann. Sci. Nat., Bot., sér. 4, 18: 303–304 1862) - Vismia lateriflora (Ducke Arq. Serv. Florest. 1: 33 1939) | - Vismia latifolia ((Aubl.) Choisy Prodr. Monogr. Hypéric. 36 1821) - Vismia latisepala (N. Robson Ann. Missouri Bot. Gard. 65(1): 20 1978) - Vismia lauriformis ((Lam.) Choisy Prodr. Monogr. Hypéric. 35 1821) - Vismia laxiflora (Reichardt Fl. Bras. 21(1): 203 1878) - Vismia lehmannii (Hieron. Bot. Jahrb. Syst. 20(Beibl. 49): 53 1895) - Vismia leonensis (Hook. f. Niger Fl. 243 1849) - Vismia lindeniana (Decne. Bull. Soc. Imp. Naturalistes Moscou 31(1): 381 1858) - Vismia longifolia (A. St.-Hil. Fl. Bras. Merid. (quarto ed.) 1: 326, t. 68 1827) - Vismia macrophylla (Kunth Nov. Gen. Sp. (quarto ed.) 5: 184 1821 [1822]) - Vismia magnoliifolia (Schltdl. & Cham. Linnaea 3: 118 1828) - Vismia mandurr Hieron. Bot. Jahrb. Syst. 20(Beibl. 49): 54 1895) - Vismia martiana (Reichardt Fl. Bras. 12(1): 204, pl. 37 1878) - Vismia mexicana (Schltdl. Linnaea 10(3): 245–246 1836) - Vismia micrantha (Mart. ex A. St.-Hil. Fl. Bras. Merid. (quarto ed.) 1: 327 1827) - Vismia minutiflora (Ewan Contr. U.S. Natl. Herb. 35(5): 319–320 1962) - Vismia obtusa (Spruce ex Reichardt Fl. Bras. 12(1): 207 1878) - Vismia orientalis (Engl. Veg. Erde 3(2): 501 1921) - Vismia panamensis (Duchass. & Walp. Linnaea 23(6): 748 1850) - Vismia parviflora (Schltdl. & Cham. Linnaea 3: 119 1828) - Vismia pauciflora (Milne-Redh. Kew Bull. 8: 437 1953) - Vismia pentagyna ((Spreng.) Ewan Contr. U.S. Natl. Herb. 35(5): 352–353 1962) - Vismia plicatifolia (Hochr. Annuaire Conserv. Jard. Bot. Geneve 21: 54 1919) - Vismia pozuzoensis (Engl. Bot. Jahrb. Syst. 58(Beibl. 130): 1 1923) - Vismia ramuliflora (Miq. Stirp. Surinam. Select. 88 1850) - Vismia reichardtiana ((Kuntze) Ewan Contr. U.S. Natl. Herb. 35(5): 348–349 1962) - Vismia reticulata ((Poir.) Choisy Prodr. Monogr. Hypéric. 34 1821) - Vismia rubescens (Oliv. Fl. Trop. Afr. 1: 160 1871) - Vismia rufa (Cuatrec. Revista Acad. Colomb. Ci. Exact. 7: 47, f. 1 1946) - Vismia rufescens ((Lam.) Pers. Syn. Pl. 2: 86 1806) - Vismia rusbyi Ewan Contr. U.S. Natl. Herb. 35(5): 350–352 1962) - Vismia sandwithii (Ewan Contr. U.S. Natl. Herb. 35(5): 309–310 1962) - Vismia schultesii (N. Robson Ann. Missouri Bot. Gard. 77(2): 410–411 1990) - Vismia sessilifolia ((Aubl.) DC. Prodr. 1: 542 1824) - Vismia sprucei Sprague Trans. Bot. Soc. Edinburgh 22: 428 1905) - Vismia steyermarkii (N. Robson Ann. Missouri Bot. Gard. 77: 411 1990) - Vismia subcuneata (Huber Bol. Mus. Goeldi Hist. Nat. Ethnogr. 4: 588 1906) - Vismia tenuinervia ((M.E. Berg) N. Robson Ann. Miss. Bot. Gard. 77(2): 411 1990) - Vismia tomentosa (Ruiz & Pav. Syst. Veg. Fl. Peruv. Chil. 183 1798) - Vismia urceolata (Ewan Contr. U.S. Natl. Herb. 35(5): 324 1962) - Vismia viridiflora (Duchass. ex Triana & Planch. Ann. Sci. Nat., Bot., sér. 4, 18: 302–303) |